# ساندرا هولر
ساندرا هولر (آلمانی: Sandra Hüller؛ زادهٔ ۳۰ آوریل ۱۹۷۸) بازیگر آلمانی است که در فیلم‌های آلمانی، اتریشی، آمریکایی، بریتانیایی و فرانسوی ظاهر شده است. او در سال ۲۰۲۳ با بازی در درام تاریخی منطقه دلخواه و درام آناتومی یک سقوط نگاه‌ها را به خود جلب کرد. نقش‌آفرینی او در این دو فیلم برایش نامزدی جایزه فیلم بفتا را به دنبال داشت، درحالی که برای بازی در فیلم دوم نامزد جوایز گلدن گلوب و اسکار بهترین بازیگر زن شد.

## زندگی شخصی
هولر در زول، آلمان شرقی متولد شد. او در اوبرهوف و فریدریشرودا، روستاهای کوچکی در ایالت پر جنگل تورینگن، بزرگ شد. او بزرگ‌ترین فرزند از دو فرزند خانواده است. پدر و مادرش مربی بودند؛ پدرش راینر در یک مرکز برای کارآموزان تدریس می‌کرد، و مادرش کورنلیا به تدریس خصوصی بعد از مدرسه مشغول بود.
هولر با دخترش که در سال ۲۰۱۱ به دنیا آمد، در لایپزیگ، آلمان زندگی می‌کند.

## گزیدهٔ فیلم‌شناسی
- مرثیه (۲۰۰۶)
- زنی در برلین (۲۰۰۸)
- فاجعه – یک نسل‌کشی (۲۰۱۰)
- عشق دیوانه (۲۰۱۴)
- تونی اردمان (۲۰۱۶)
- در راهروها (۲۰۱۸)
- پیشگو (۲۰۱۹)
- پروکسیما (۲۰۱۹)
- من آدم تو هستم (۲۰۲۱)
- مونیخ – لبه جنگ (۲۰۲۱)
- آناتومی یک سقوط (۲۰۲۳)
- منطقه مورد علاقه (۲۰۲۳)